# ハリエット・ビーチャー・ストウ
ハリエット・エリザベス・ビーチャー・ストウ（Harriet Elizabeth Beecher Stowe, 1811年6月14日 - 1896年7月1日）は、アメリカ合衆国の奴隷制を廃止するのに尽力した人物であり、10冊以上の本を執筆した作家でもある。代表作『アンクル・トムの小屋 Uncle Tom's Cabin』は奴隷の生活について描かれた物語であり、最初は1851年から1852年にかけて、奴隷制廃止論者の団体において雑誌連載形式で発表された。第2作『ドレッド Dred: A Tale of the Great Dismal Swamp』も、奴隷制に反対する物語である。男女同権が進んでいなかった20世紀後半まではストウ夫人とも呼ばれた。

## 生涯
コネチカット州リッチフィールドに生まれ、ハートフォードで育ったハリエット・エリザベス・ビーチャーは、ボストン出身の奴隷制反対論者で会衆派教会説教者であるライマン・ビーチャーとロクサーナ・フート・ビーチャーの娘であり、兄弟には教育者であるキャサリン・ビーチャーと聖職者であるヘンリー・ウォード・ビーチャー、チャールズ・ビーチャー、エドワード・ビーチャーがいた。
1824年、13歳の頃に姉キャサリンがハートフォードに開いた女子学校に入学。男子と同等の古典、語学教育を受ける。
1832年に、家族はもう1つの奴隷制反対活動の中心地であったシンシナティに移住し、ここで彼女の父はレーン神学校の初代校長となった。この地で彼女は奴隷制と地下鉄道についての直接的な知識を得て、アメリカで初となる、アフリカン・アメリカンが主人公の物語『アンクル・トムの小屋』の執筆を決意した。
1836年にハリエット・ビーチャーは先妻と死別した聖職者のカルヴィン・ストウと結婚。その後彼女は、ボウディン大学の教授職を得た夫と共にメイン州ブランズウィックに移住した。彼らの間には7人の子供が生まれたが、そのうち息子2人は幼少期に死亡している。
1850年の逃亡奴隷法に対する抗議を意図して、『アンクル・トムの小屋 Uncle Tom's Cabin』を執筆。発売当日に初版5000部のうち3000部が売れ、その後、1年間で120版に達して35万部が売れるという空前の大ベストセラーとなった。ワシントン・アーヴィングに匹敵する国際的名声をストウにもたらし、アメリカ文学の存在を改めてヨーロッパに認識させる契機にもなった。
1863年、夫が大学での職を引退。ストウが筆1本で家族を養う責任を負わざるを得なくなる。
ハリエットは1896年に85歳で逝去し、マサチューセッツ州アンドーヴァーにあるフィリップス・アカデミーのグラウンドに埋葬されている。

## 語録
- 南北戦争中の1862年にハリエットがエイブラハム・リンカーンと会ったとき、リンカーンが挨拶として言ったとされる言葉：

あなたのような小さなご婦人が、この大きな戦争を引き起こしたのですね。
- ハリエットの言葉：

墓石の上に流される最も苦い涙は、言われぬままの言葉、成されぬままのことのために流される涙です。

## 作品一覧
- アンクル・トムの小屋 Uncle Tom's Cabin （1851年）
- アンクル・トムの小屋への鍵 A Key to Uncle Tom's Cabin （1853年）
- ドレッド Dred, A Tale of the Great Dismal Swamp （1856年）
- 牧師の求婚 The Minister's Wooing （1859年） - ピューリタン時代のニューイングランドの風俗を描いた。
- オアーズ島の真珠 The Pearl of Orr's Island （1862年） - ニューイングランド地方を舞台とした感傷小説。セアラ・オーン・ジュエット（英語版）などに影響を与えたと言われる。

- クリストファー・クロウフィールド（Christopher Crowfield）名義作品
  - House and Home Papers （1865年）
  - Little Foxes （1866年）
  - The Chimney Corner （1868年）

- オールドタウンの人々 Old Town Folks （1869年） - ピューリタン時代のニューイングランドの風俗を描いた。
- The Ghost in the Cap'n Brown （1870年）
- Lady Byron Vindicated （1870年）
- 私の妻と私 My Wife and I （1871年）
- 『ピンクと白の暴君』Pink and White Tyranny （1871年） - 「ハリー・ヘンダーソン」2部作のうちの1つ。
- ヤシの葉 Palmetto Leaves (1873年）
- 『私たちと隣人』We and Our Neighbors （1875年） - 「ハリー・ヘンダーソン」2部作のうちの1つ。
- Poganuc People （1878年）